# 雷纳托·弗尔比契奇
雷纳托·弗尔比契奇（1970年11月21日—2018年6月12日），克罗地亚男子水球运动员。他曾代表克罗地亚国家队参加1996年夏季奥林匹克运动会水球比赛，获得一枚银牌。